# Специјална антитерористичка јединица (Србија)
Специјална антитерористичка јединица (скр. САЈ; познати и као Сајевци) је специјална полицијска јединица и спада међу најелитније организационе јединице Министарства унутрашњих послова Републике Србије. Основна намена Специјалне антитерористичке јединице је да обавља најсложеније задатке и наређења за дејство на копну, води и из ваздуха, које пред њих постави директор полиције, а по одобрењу министра унутрашњих послова. Слоган јединице је цитат војводе Живојина Мишића: „Ко сме, тај може, ко не зна за страх, тај иде напред”.

## Оснивање
Након нападa на биоскоп „20. октобар” у Београду, у СФР Југославији су тадашње службе безбедности донеле одлуку да се оснује један специјалан тим, који би био у стању да одговори на све већу појаву тероризма у Европи. Потреба за оснивањем овакве јединице настаје у време када у Европи делују разне терористичке групе као што су: ИРА, ЕТА, немачки Бадер-Мајнхоф, италијанске Црвене бригаде, Бугојанска група и др. Прво је основан на федералном нивоу маја 1978. године Батаљон за специјална дејства у оквиру Савезног секретаријата унутрашњих послова – ССУП, а за првог команданта је постављен Франц Кос. Након седам месеци од оснивања савезне Јединице за специјална дејства, донета је одлука да се и на републичким и покрајинским нивоима оснују јединице са истом наменом. Јединица милиције за специјална дејства Републичког секретаријата унутрашњих послова СР Србије (скраћено РСУП СР Србије) је основана 18. децембра 1978. године. Те исте године, широм Европе основане су и друге специјалне јединице: аустријске Кобре, италијански НОЦС и ГИС и шпански ГЕО. 

## Историја САЈ-а
За првог команданта Јединице милиције за специјална дејства РСУП СР Србије постављен је Милош Бујеновић. Прва база новоосноване Јединице је била у Станици милиције на Новом Београду. Јединица се сели на Аеродром „Београд“ у Сурчину 1983. године. Од 1991. године првобитан назив јединице мења се у Јединица за антитерористичка дејства. Команда САЈ основна је 1992. године, поред београдске добија новосадску и приштинску испоставу. На челу тадашње београдске јединице налазио се Зоран Симовић, новосадску је водио Бранко Јурчић, а приштинску Радослав Сталевић. Током ратне 1992. године Јединица се сели у прву наменску базу у којој се налази и данас надомак Батајнице, под називом Центар за обуку „13. мај“. Нови назив Специјална антитерористичка јединица добијају 1994. године. Јединица је дејствовала на сузбијању тероризма на простору Косова и Метохије током 1998. и 1999. године. Током ових борби са терористима погинуло је 17 припадника јединице. Специјалном антитерористичком јединицом командовали су: Радован Стојчић, Миодраг Тепавчевић, Живко Трајковић и Милован Глишовић. Од 2005. године командант САЈ је Спасоје Вулевић (први српски полицајац који је завршио америчку ФБИ академију). Кроз САЈ је од 1978. до 2008. године прошло око 650 припадника. САЈ је 20. септембра 2008. године свечано прославио 30 година од свог оснивања. Прослави и показној вежби су присуствовали највиши државни функционери, представници амбасада и бројне личности из културног и јавног живота. Свечаности поред врха полиције, министра Ивице Дачића и директора Милорада Вељовића, присуствовали су Њ. К. В. принц престолонаследник Александар Карађорђевић, председник владе Мирко Цветковић, председница Скупштине Славица Ђукић Дејановић, министар одбране Драган Шутановац, начелник Генералштаба Војске Србије Здравко Понош. Присуство скоро целог државног и полицијског врха на прослави у бази код Батајнице је највеће признање које је ова јединица добила за свој рад од свог оснивања.

## Организација
САЈ има четири тима: „А“, „Б“, „Ц“ и „Д“. „Ударну песницу“ представљају тимови „А“ и „Б“ који решавају компликоване талачке ситуације, упадају у отете авионе, аутобусе, проваљују у забарикадиране објекте, хапсе опасне и наоружане особе и криминалце. Тим „Ц“ је специјалистички и чине га: Снајперска група, Ронилачка група, Група водича службених паса, Група за минско-експлозивна средства (МЕС) и биолошко-хемијска средства (БХС).
Приликом извршавања задатака „А“, „Б“ и „Ц“ тим делују координирано, као јединствена целина, тим у коме свако има прецизно одређене задатке.
Тим „Д“ обезбеђује важне личности и објекте којима прети непосредна опасност од терористичког напада и пружа ватрену подршку.
Логистичку подршку пружају Санитетска група, Група за конструкцију и испитивање наоружања и муниције, Техничка и Дежурна служба.

## Намена и обука
У Јединицу добровољно се пријављују најспособнији појединци редовног састава полиције са најмање две године радног искуства у обављању полицијских послова, уз препоруку претпостављеног старешине и високу позитивну оцену. Следи тест који чине: детаљни медицински прегледи, провера физичке способности и спремности (општа физичка припремљеност – склекови, претклон трупа, згибови на вратилу, леђни прегиб, пењање уз конопац, гимнастика, рад са лоптом, пливање и роњење, трчање на кратке и дуге стазе, провера познавања борилачких вештина – џудоа, каратеа, самоодбране и бокса), решавање психотеста и разговор са психологом и старешинама Јединице, као и безбедносна провера биографије кандидата.
Селекција кандидата је ригорозна, тако је, на пример маја 2008. године, од 70 пријављених кандидата одабрано 12, што није гаранција да ће је успешно завршити и постати део Јединице.
Најбоље кандидате примају на Основну обуку у САЈ-у, која траје шест месеци. Прва три месеца представљају „фазу дрила“, након којих следи захтевнија обука на свим пољима. Инструктори имају слободу да, до последњег дана Основне обуке, одлучују да ли ће кандидат остати у Јединици. Позитивно оцењен кандидат добија решење и тек тада, по пријему у Јединицу, специјалац је на почетку тешког и дугог пута до циља.
Општа намена Специјалне антитерористичке јединице је да делује у случајевима отмице авиона, аутобуса, возова, пловних објеката и ослобађање талаца. У случајевима киднаповања и држање талаца, као и лишавање слободе опасних и наоружаних терориста или криминалаца. Припадници САЈ дејствују и на сузбијању побуна у Казнено - поправним установама. Старешина јединице задужен за сарадњу с медијима је у репортажи за Блиц изјавио: „Ми долазимо када остале организационе јединице полиције нису у могућности да својим средствима реше неку кризну ситуацију, зато понекад кажемо да други имају право на грешку, али ми немамо”.
У Центру за обуку у Батајници налазе се полигони и различити објекти за вежбу, као што су куле за верање, објекти за вежбање упада са крова у просторије кроз прозор, аутобус за тренирање акција ослобађања талаца, полигон за дресуру службених паса, стрелиште, вештачке стене за обуку из алпинистике и верања на стени. Обука припадника се спроводи кроз шест радних тачака: физичка припремљеност са акробатиком и савлађивања препрека, решавања талачке ситуације, дресура паса, спретност на верачкој кули са упадом кроз прозор, дејство снајперске групе и ватрена обученост у прецизном гађању из пиштоља и аутоматског оружја. Сваки будући припадник јединице пролази кроз мукотрпну обуку, која је заснована на најсавршенијим принципима какве примењују најелитнији амерички SWAT тимови. Они који имају најбоље резултате на обуци улазе у А тим. На полигону српске војске „Пасуљанске ливаде“ здружене снаге МУП Србије (САЈ, ПТЈ, Жандармерија) одрадиле су по врло хладном времену јануара 2007. тактичку вежбу под шифрованим називом „Не тероризму 2007“. Тада су први пут одрадиле заједничку вежбу САЈ, ПТЈ и Жандармерија. Комадни центар су чинили команданти САЈ Спасоје Вулевић, ПТЈ Горан Драговић и Жандармерије Боривоје Тешић, са својим заменицима. Вежбу су пропратили тадашњи министар унутрашњих послова Драган Јочић и директор полиције Милорад Вељовић. Средином септембра 2008. године у бази код Батајнице одржан је петодневни регионални међународни семинар, под називом „Борба против тероризма“ у организацији Специјалне антитерористичке јединице МУП Србије. Семинару су присуствовали специјалци из: Републике Српске (Специјална јединица полиције), Мађарске (против–терористичка Служба ТЕСЗ), Црне Горе (Специјална антитерористичка јединица), Македоније (Јединица за специјалне задатке - Тигрови), Босне и Херцеговине (Федерални одред Специјалне јединице из Сарајева, Државна агенција за истрагу и заштиту и јединица за Специјалну подршку СИПА), Бугарске (Специјални одред за борбу против тероризма - СОБТ) и Србије (САЈ, ПТЈ и београдски одред Жандармерије). Свака јединица је имала по три представника, а Главни инструктор на семинару је био амерички специјални агент за спасавање талаца Федералног истражног бироа из Вашингтона.

## Галерија слика
- Припадници САЈ-а
- САЈ Ланд Ровер
- САЈ припадници у ACU униформама са UCP камуфлажном шаром
- САЈ пушка Colt М4 Commando
- Припадник ПТ вода
- САЈ гили одело
- Водичи паса
- САЈ опрема за разбијање нереда
- БОВ М-16